# ヴァレリア・ストラーネオ
ヴァレリア・ストラーネオ（Valeria Straneo、1976年4月5日 - ）はイタリアの陸上競技選手。長距離走を専門とし、ロシア・モスクワで開かれた2013年世界陸上競技選手権大会の女子マラソンで銀メダルを獲得したほか、マラソンのイタリア記録を保持している。
2011年のスタラミラノで優勝、2012年のローマ＝オスティアハーフマラソンではハーフマラソンのイタリア記録を更新したが、非公認コースであったため、記録は認められなかった。

## 経歴
アレッサンドリア出身。遺伝性球状赤血球症を患っていたが、治療のため2010年5月に脾臓摘出手術を受けた後、めざましい躍進を遂げて走種目のイタリア標準記録に達した。35歳で挑戦した2011年のベルリンマラソンで2時間26分33秒をマークし、8位に入賞した。この記録はロンドンオリンピックの参加標準記録を突破したが、アナ・インチェルティ、ロザリア・コンソール、ナディア・エジャフィニの3人はストラーネオより好記録を出して代表選手に選ばれた。その後4月のロッテルダムマラソンに出場し、2時間23分44秒に自己ベストを更新した。更にトリノマラソンでは2時間27分04秒を記録し、3位入賞を果たした。
ストラーネオは、2011年のヨーロッパクロスカントリー選手権大会でイタリア代表を務め、イタリア陸上競技選手権大会で2度優勝を経験している。既婚者で、レオナルド（2006年生）とアリアンナ（2007年生）の2人の子供がいる。

## 保有するイタリア記録
- ハーフマラソン：1時間07分46秒 ( イタリアオスティア、2012年2月26日）[8]
- フルマラソン：2時間23分44秒（ オランダロッテルダム、2012年4月15日）[9]

## 主な成績
| 年   | 大会                                 | 会場                  | 順位 | 種目                 | 記録    | 備考 |
| ---- | ------------------------------------ | --------------------- | ---- | -------------------- | ------- | ---- |
| 2011 | ヨーロッパクロスカントリー選手権大会 | スロベニア ヴェレニエ | 10位 | クロスカントリー競走 | 26:42   |      |
| 2012 | オリンピック                         | イギリス ロンドン     | 7位  | マラソン             | 2:25:27 |      |
| 2013 | 地中海競技大会                       | メルスィン            | 1位  | ハーフマラソン       | 1:11:00 |      |
| 2013 | 世界選手権                           | モスクワ              | 2位  | マラソン             | 2:25:58 |      |
| 2014 | ヨーロッパ選手権                     | チューリッヒ          | 2位  | マラソン             | 2:25:27 |      |

### イタリア選手権の成績
36歳にしてストラーネオは初めてイタリア選手権ハーフマラソンで優勝した。